# Ванча, Зено
Зе́но Октавиа́н Ва́нча (рум. Zeno Octavian Vancea; 8 октября (21 октября) 1900, Бокша, Банат, Румыния — 15 января 1990, Бухарест, Румыния) — румынский композитор, музыковед и педагог.

## Биография
В 1915—1921 годах учился игре на фортепиано и теоретическим дисциплинам в Лугоже у Йон Виду и Йозефа Виллера, а также в Клуже у Георге Димы и Августина Бены. В 1921—1926 годах занимался композицией у Эрнста Каница и Франца Шрекера в Венской консерватории. В 1935—1948 годах преподавал гармонию и историю музыки в консерватории в Тыргу-Муреше (в 19451948 годах — её директор), с перерывом в 1940—1945 годах, когда был профессором в консерватории Тимишоары. В 1949—1968 годах профессор Бухарестской консерватории. Работал концертмейстером Клужского оперного театра. В 1954—1964 годах — главный редактор журнала «Muzica». С 1968 года вице-президент Союза композиторов Румынии. Автор учебников, статей и очерков по истории румынской музыки.

## Сочинения
- балет-пантомима «Лесовик» («Оборотень») / Priculiciul (1942; 2-я ред. — 1957, Бухарест)
- «Реквием» (1941)
- «Византийская месса» (1928)
- кантата «Песнь мира» (1961)
- 2 гротескных танца (1937)
- 2 симфониетты (1948, 1967)
- сюита «Летний день»
- симфоническая сюита (1951)
- симфонический триптих (1958)
- «2 Банатские рапсодии» для оркестра (1928, 1950)
- концерт для струнного оркестра (1961)
- 5 пьес для струнного оркестра (1964)
- 8 струнных квартетов

## Литературные сочинения
- Creatia muzicala romоneasca, sec. XIX - XX, v. 1. — București, 1968.
- Istoria muzicii universale si romоnesti. — Tirgu-Mures, 1938.
- Cartea dirijorului de cor. — Timisoara, 1945.
- Istoria muzicii rominesti. — București, 1953.
- Evolutia simfonici romвnesti, «Muzica», 1969, No 4, 6, 11.
- Роль фольклора в румынской музыке, «Советская музыка», 1956, № 5. (рус.)
- Джордже Энеску — певец Румынии, «Советская музыка», 1964, № 8. (рус.)

## Награды
- 1937 — премия имени Джордже Энеску (2 гротескных танца)
- 1938 — премия имени Джордже Энеску (струнный квартет № 1)
- 1943 — премия имени Джордже Энеску («Реквием»)
- 1953 — Государственная премия РНР (струнный квартет № 2)
- 1954 — Заслуженный деятель искусств РНР
- 1974 — премия Гердера